# Selaphum (huyện)
Selaphum (tiếng Thái: เสลภูมิ) là một huyện (amphoe) ở phía đông của tỉnh Roi Et, đông bắc Thái Lan.

## Địa lý
Các huyện giáp ranh (từ phía nam theo chiều kim đồng hồ) là: Phanom Phrai, At Samat, Thung Khao Luang, Thawat Buri, Chiang Khwan, Pho Chai, Phon Thong và Nong Phok của tỉnh Roi Et, Kut Chum, Sai Mun và Mueang Yasothon của tỉnh Yasothon.

## Lịch sử
Tiền thân của huyện là làng Ban Khao Din Bueng Don (บ้านเขาดินบึงโดน), đặt tên theo đầm lầy Bueng Don. Năm 1879, Mueang Selaphum Nikhom (เสลภูมินิคม) được thành lập. Năm 1912, tên gọi đã được đổi tên thành Selaphum, và lập thành huyện năm 1914.

## Hành chính
Huyện này được chia thành 18 phó huyện (tambon), các đơn vị này lại được chia ra thành 235 làng (muban). Klang là một thị trấn (thesaban tambon) nằm trên toàn bộ tambon Klang và một phần của tambon Na Mueang và Khwan Mueang. Có 16 Tổ chức hành chính tambon.
| STT. | Tên          | Tên Thái | Số làng | Dân số |  |
| ---- | ------------ | -------- | ------- | ------ |  |
| 1.   | Klang        | กลาง     | 11      | 7.212  |  |
| 2.   | Na Ngam      | นางาม    | 16      | 8.372  |  |
| 3.   | Mueang Phrai | เมืองไพร  | 14      | 6.498  |  |
| 4.   | Na Saeng     | นาแซง    | 14      | 5.824  |  |
| 5.   | Na Mueang    | นาเมือง   | 20      | 10.332 |  |
| 6.   | Wang Luang   | วังหลวง   | 18      | 6.291  |  |
| 7.   | Tha Muang    | ท่าม่วง    | 11      | 5.039  |  |
| 8.   | Khwao        | ขวาว     | 16      | 9.371  |  |
| 9.   | Pho Thong    | โพธิ์ทอง   | 14      | 7.931  |  |
| 10.  | Phu Ngoen    | ภูเงิน     | 18      | 12.061 |  |
| 11.  | Ko Kaeo      | เกาะแก้ว  | 14      | 7.611  |  |
| 12.  | Na Loeng     | นาเลิง    | 10      | 4.933  |  |
| 13.  | Lao Noi      | เหล่าน้อย  | 10      | 5.741  |  |
| 14.  | Si Wilai     | ศรีวิลัย    | 11      | 4.725  |  |
| 15.  | Nong Luang   | หนองหลวง | 9       | 3.024  |  |
| 16.  | Phon Sawan   | พรสวรรค์  | 9       | 4.456  |  |
| 17.  | Khwan Mueang | ขวัญเมือง  | 11      | 6.582  |  |
| 18.  | Bueng Kluea  | บึงเกลือ   | 9       | 6.097  |  |